# Blok Dobryszyce
Blok Dobryszyce (prononciation [ˈblɔk dɔbrɨˈʂɨt͡sɛ]) est un village de la gmina de Dobryszyce , du powiat de Radomsko, dans la voïvodie de Łódź, situé dans le centre de la Pologne.
Il se situe à environ 4 kilomètres (km) au sud-est de Dobryszyce (siège de la gmina), 7 kilomètres au nord de Radomsko (siège du powiat) et 74 kilomètres au sud de Łódź (capitale de la voïvodie).
Sa population s'élevait approximativement à 1 500 habitants en 2010.

## Administration
De 1975 à 1998, le village était attaché administrativement à l'ancienne voïvodie de Piotrków.

Depuis 1999, il fait partie de la nouvelle voïvodie de Łódź.